# Fraret crestat
El fraret crestat (Fratercula cirrhata) és un ocell marí de la família dels àlcids (Alcidae).

## Morfologia
- És un fraret de mida mitjana, amb una llargària d'uns 40 cm i un pes de 750 g.
- En plomatge d'estiu és negre per sobre i marró grisenc per sota. Front i galtes blanques. Llargs plomalls grocs per darrere de l'ull, cauen pel costat del cap.
- Bec gran, triangular, aplanat lateralment, vermell en la punta i groc verdós a la base. Anell ocular vermell. Pell nua vermella a la comissura del bec. Potes vermelles.
- En hivern esdevé de color molt més apagat. El bec, mol menys menut, és blavós a la base i vermell a la punta. Sense plomes blanques o grogues al cap.

## Hàbitat i distribució
D'hàbits pelàgics i costaners, cria en caus a turons rocosos i illes del Pacífic Septentrional, a la península de Txukotka, Krai de Primórie, Sakhalín, nord del Japó i illes Kurils i del Comandant, illes Diomedes, oest i sud d'Alaska, illes Aleutianes i a la llarga de la costa fins a les illes Farallon, properes a Califòrnia. En hivern es dispersen pel Pacífic Septentrional.